# 柏市立風早中学校
柏市立風早中学校（かしわしりつ かざはやちゅうがっこう）は、千葉県柏市にある公立中学校。

## 概要
1947年5月10日に風早村立として創立。
町制施行などにより、沼南村立(1955年)、沼南町立(1964年)、柏市立(2005年)と改称している。
自然に囲まれた恵まれた教育環境にある。

## 教育方針
- 校訓「さわやかな風の吹いてやまない学舎」
- 学校教育目標「自ら学び、豊かな心で、社会と共に生きる生徒の育成」

## 部活動
- 陸上部
- バレーボール部
- 野球部
- ソフトテニス部
- 卓球部
- 吹奏楽部
- カルチャー部

## 交通
- 東武野田線逆井駅より徒歩25分
- JR常磐線・東武野田線柏駅より阪東バスで大津ケ丘団地下車→風早中学校まで徒歩15分。

## 備考
校区は、隣接している柏市立大津ケ丘第二小学校、柏市立風早南部小学校の校区となっている。